# 37e cérémonie des Boston Society of Film Critics Awards
La 37e cérémonie des Boston Society of Film Critics Awards (BSFC Awards), décernés par la Boston Society of Film Critics, a eu lieu le 11 décembre 2016, et a récompensé les films réalisés dans l'année.

## Palmarès
Note : la BSFC décerne deux prix dans chaque catégorie ; le premier prix est indiqué en gras.

### Meilleur film
- La La Land

### Meilleur réalisateur
- Damien Chazelle  pour La La Land
  - Kenneth Lonergan  pour Manchester by the Sea

### Meilleur acteur
- Casey Affleck pour le rôle de Lee Chandler dans Manchester by the Sea
  - Joel Edgerton pour le rôle de Richard Loving dans Loving

### Meilleure actrice
- Isabelle Huppert pour le rôle de Michèle Leblanc dans Elle et le rôle de Nathalie dans L'Avenir
  - Natalie Portman pour le rôle de Jackie Kennedy dans Jackie

### Meilleur acteur dans un second rôle
- Mahershala Ali pour le rôle de Juan dans Moonlight

### Meilleure actrice dans un second rôle
- Lily Gladstone pour le rôle de Jamie dans Certaines femmes

### Meilleure distribution
- Moonlight
  - Certaines femmes

### Réalisateur le plus prometteur
- Robert Eggers pour The Witch

### Meilleur scénario
- Manchester by the Sea – Kenneth Lonergan
  - Paterson – Jim Jarmusch

### Meilleure photographie
- Mademoiselle – Chung Chung-hoon
  - Moonlight – James Laxton

### Meilleur montage
- La La Land – Tom Cross

### Meilleure utilisation de musique dans un film
- Jackie – Micachu

### Meilleur film en langue étrangère
- Mademoiselle  Corée du Sud
  - L'Avenir  France

### Meilleur film d'animation
- Tower

### Meilleur film documentaire
- O.J.: Made in America